# Saison 2018-2019 de l'AC Ajaccio
Dernière mise à jour : 29 août 2017.
Chronologie
Saison précédente Saison suivante
La saison 2018-2019 de l'AC Ajaccio, club de football français, voit le club évoluer en championnat de France de football de Ligue 2.

## Transferts

### Transferts estivaux
| Nom              | Nationalité | Poste     | Transfert      | Provenance/Destination | Division           |
| ---------------- | ----------- | --------- | -------------- | ---------------------- | ------------------ |
| Arrivées         |             |           |                |                        |                    |
| Benjamin Leroy   | France      | Gardien   | Transfert      | Dijon FCO              | Ligue 1            |
| Mohamed Youssouf | France      | Milieu    | Transfert      | APO Levadiakos         | Superleague Elláda |
| Joseph Mendes    | Comores     | Attaquant | Transfert      | Reading FC             | Championship       |
| Jérémy Choplin   | France      | Défenseur | Transfert      | Chamois Niortais       | Ligue 2            |
| Clément Michelin | France      | Défenseur | Prêt           | Toulouse FC            | Ligue 1            |
| Départs          |             |           |                |                        |                    |
| Jean-Louis Leca  | France      | Gardien   | Transfert      | RC Lens                | Ligue 2            |
| Joris Sainati    | France      | Défenseur | Transfert      | FC Lorient             | Ligue 2            |
| Riffi Mandanda   | Congo       | Défenseur | Transfert      | US Boulogne CO         | National 1         |
| Moussa Maazou    | Niger       | Attaquant | Retour de prêt | RC Lens                | Ligue 2            |
| Faïz Selemani    | France      | Défenseur | Retour de prêt | FC Lorient             | Ligue 2            |

### Transferts hivernaux
| Nom             | Nationalité | Poste  | Transfert | Provenance/Destination | Division   |
| --------------- | ----------- | ------ | --------- | ---------------------- | ---------- |
| Arrivées        |             |        |           |                        |            |
| Julien Michelet | France      | Milieu | Transfert | CS Sedan Ardennes      | National 2 |
| Départs         |             |        |           |                        |            |

## Effectif
Le tableau liste l'effectif professionnel de l'AC Ajaccio pour la saison 2018-2019.

## Compétitions

### Ligue 2

#### Résultats
| Journée    | Date     | Horaire | Domicile               | Résultat | Extérieur              | Buteurs de l'AC Ajaccio           | Buteurs adverse              |
| ---------- | -------- | ------- | ---------------------- | -------- | ---------------------- | --------------------------------- | ---------------------------- |
| Journée 1  | 27/07/18 | 20h00   | AC Ajaccio             | 0 - 1    | ES Troyes AC           |                                   | Touzghar                     |
| Journée 2  | 03/08/18 | 20h00   | Avenir sportif Béziers | 0 - 1    | AC Ajaccio             | Cavalli                           |                              |
| Journée 3  | 10/08/18 | 20h00   | AC Ajaccio             | 2 - 3    | FC Sochaux-Montbéliard | Choplin · Budkivskyi (csc)        | Fuchs · Daham · Sané         |
| Journée 4  | 20/08/18 | 20h45   | FC Metz                | 3 - 1    | AC Ajaccio             | Gimbert                           | Diallo (pen.) · Niane        |
| Journée 5  | 24/08/18 | 20h00   | AC Ajaccio             | 0 - 0    | FC Lorient             |                                   |                              |
| Journée 6  | 31/08/18 | 20h00   | Chamois niortais FC    | 2 - 0    | AC Ajaccio             |                                   | Koyalipou · Dona Ndoh (pen.) |
| Journée 7  | 14/09/18 | 20h00   | AC Ajaccio             | 0 - 0    | Paris FC               |                                   |                              |
| Journée 8  | 21/09/18 | 20h00   | AJ Auxerre             | 0 - 0    | AC Ajaccio             |                                   |                              |
| Journée 9  | 28/09/18 | 20h00   | AC Ajaccio             | 3 - 1    | Valenciennes FC        | Nouri · Choplin                   | Nestor                       |
| Journée 10 | 05/10/18 | 20h00   | Red Star FC            | 2 - 0    | AC Ajaccio             |                                   | Teuma · Diallo               |
| Journée 11 | 19/10/18 | 20h00   | AC Ajaccio             | 3 - 2    | Le Havre AC            | Gimbert · Tramoni · Nouri         | Gory · Bain                  |
| Journée 12 | 26/10/18 | 20h00   | LB Châteauroux         | 2 - 2    | AC Ajaccio             | Avinel · Tramoni                  | Yamga · Tounkara             |
| Journée 13 | 02/11/18 | 20h00   | AC Ajaccio             | 1 - 2    | Gazélec Ajaccio        | Gimbert                           | Ba · Guidi                   |
| Journée 14 | 09/11/18 | 20h00   | Grenoble Foot 38       | 2 - 0    | AC Ajaccio             |                                   | Elogo · Sotoca               |
| Journée 15 | 23/11/18 | 20h00   | AC Ajaccio             | 0 - 0    | Clermont Foot 63       |                                   |                              |
| Journée 16 | 30/11/18 | 20h00   | Stade brestois 29      | 2 - 0    | AC Ajaccio             |                                   | Castelletto · Mayi           |
| Journée 17 | 04/12/18 | 21h00   | AC Ajaccio             | 1 - 1    | AS Nancy-Lorraine      | Coutadeur                         | Démbélé                      |
| Journée 18 | 14/12/18 | 20h00   | US Orléans             | 1 - 3    | AC Ajaccio             | Avinel · Cavalli (pen.) · Gimbert | Le Tallec (pen.)             |
| Journée 19 | 22/11/18 | 15h00   | RC Lens                | 1 - 2    | AC Ajaccio             | Coutadeur · Sawai                 | Chouiar                      |
| Journée 20 | 11/01/19 | 20h00   | AC Ajaccio             | 2 - 1    | Avenir sportif Béziers | Coutadeur                         | Denkey                       |
| Journée 21 | 18/01/19 | 20h00   | FC Sochaux-Montbéliard | 0 - 0    | AC Ajaccio             |                                   |                              |
| Journée 22 | 25/01/19 | 20h00   | AC Ajaccio             | 0 - 0    | FC Metz                |                                   |                              |
| Journée 23 | 01/02/19 | 20h00   | FC Lorient             | 1 - 0    | AC Ajaccio             |                                   | Claude-Maurice               |
| Journée 24 | 08/02/19 | 20h00   | AC Ajaccio             | 1 - 0    | Chamois niortais FC    | Choplin                           |                              |
| Journée 25 | 15/02/19 | 20h00   | Paris FC               | 1 - 1    | AC Ajaccio             | Coutadeur                         | Nomenjanahary                |
| Journée 26 | 22/02/19 | 20h00   | AC Ajaccio             | 2 - 1    | AJ Auxerre             | Nouri · Gimbert                   | Mancini                      |
| Journée 27 | 01/03/19 | 20h00   | Valenciennes FC        | 4 - 0    | AC Ajaccio             |                                   | Raspentino · Robail · Masson |
| Journée 28 | 08/03/19 | 20h00   | AC Ajaccio             | 0 - 0    | Red Star FC            |                                   |                              |
| Journée 29 | 15/03/19 | 20h00   | Le Havre AC            | 3 - 1    | AC Ajaccio             | Avinel                            | Fontaine · Kadewere · Youga  |
| Journée 30 | 29/03/19 | 20h00   | AC Ajaccio             | 1 - 1    | LB Châteauroux         | Nouri                             | Alhadhur                     |
| Journée 31 | 05/04/19 | 20h00   | Gazélec Ajaccio        | 1 - 0    | AC Ajaccio             |                                   | Armand                       |
| Journée 32 | 12/04/19 | 20h00   | AC Ajaccio             | 1 - 2    | Grenoble Foot 38       | Nouri                             | Elogo · Belvito              |
| Journée 33 | 19/04/19 | 20h00   | Clermont Foot 63       | 0 - 0    | AC Ajaccio             |                                   |                              |
| Journée 34 | 23/04/19 | 20h00   | AC Ajaccio             | 0 - 2    | Stade brestois 29      |                                   | Battocchio · Charbonnier     |
| Journée 35 | 26/04/19 | 20h00   | AS Nancy-Lorraine      | 1 - 0    | AC Ajaccio             |                                   | Abergel                      |
| Journée 36 | 03/05/19 | 20h00   | AC Ajaccio             | 1 - 0    | US Orléans             | Zady                              |                              |
| Journée 37 | 10/05/19 | 20h45   | AC Ajaccio             | 0 - 2    | RC Lens                |                                   | Teka · Bellegarde            |
| Journée 38 | 17/05/19 | 20h45   | ES Troyes AC           | 0 - 0    | AC Ajaccio             |                                   |                              |

#### Classement
| Rang | Équipe                 | Pts | J  | G  | N  | P  | Bp | Bc | Diff | Promotion ou relégation |
| ---- | ---------------------- | --- | -- | -- | -- | -- | -- | -- | ---- | ----------------------- |
| 15   | AJ Auxerre             | 41  | 38 | 10 | 11 | 17 | 34 | 36 | −2   |                         |
| 16   | FC Sochaux-Montbéliard | 41  | 38 | 11 | 8  | 19 | 27 | 43 | −16  |                         |
| 17   | AC Ajaccio             | 40  | 38 | 9  | 13 | 16 | 29 | 45 | −16  |                         |
| 18   | GFC Ajaccio            | 39  | 38 | 9  | 12 | 17 | 30 | 54 | −24  | Barrage de relégation   |
| 19   | AS Béziers P           | 38  | 38 | 9  | 11 | 18 | 33 | 50 | −17  | Relégation en National  |

### Coupe de France

#### Résultats
| Tour    | Date     | Horaire | Domicile                     | Résultat | Extérieur  | Buteurs du GFC Ajaccio | Buteurs adverse |
| ------- | -------- | ------- | ---------------------------- | -------- | ---------- | ---------------------- | --------------- |
| 7e tour | 18/11/18 | 19h00   | Olympique d'Alès en Cévennes | 2 - 0    | AC Ajaccio |                        | Mouzaoui        |

### Coupe de la Ligue

#### Résultats
| Journée  | Date     | Horaire | Domicile   | Résultat | Extérieur  | Buteurs de l'AC Ajaccio | Buteurs adverse |
| -------- | -------- | ------- | ---------- | -------- | ---------- | ----------------------- | --------------- |
| 1er tour | 14/08/18 | 20h00   | Paris FC   | 0 - 0    | AC Ajaccio |                         |                 |
| 2e tour  | 28/08/18 | 18h30   | AC Ajaccio | 0 - 1    | FC Lorient |                         | Courtet         |